# Seznam naučných stezek v okrese Nový Jičín
Seznam naučných stezek v okrese Nový Jičín zahrnuje naučné stezky, které jsou celé či alespoň svou částí na ploše okresu Nový Jičín v Moravskoslezském kraji.
| Název stezky                                | Místo | Založeno | Délka (km) | Počet zastavení | Fotka | Poznámka                                                     |
| ------------------------------------------- | --- | -------- | ---------- | --------------- | ----- | ------------------------------------------------------------ |
| Františkova cesta                           | Blahutovice | 2012     | 5          | 10              |       |                                                              |
| Informačně naučná stezka v Blahutovicích    | |          |            |                 |       |                                                              |
| Lašská naučná stezka                        | Kopřivnice | 2001     | 16,8       | 18              |       |                                                              |
| Lašská naučná stezka Štramberk              | Štramberk | 2003     | 6          | 13              |       | Jiný název: Naučná stezka Lašská - Štramberk                 |
| Lesnická naučná stezka Radhošť              | |          |            |                 |       |                                                              |
| Naučná stezka Beskydské nebe                | Frenštát pod Radhoštěm, Trojanovice |          |            |                 |       |                                                              |
| Naučná stezka Borovecké rybníky             | Příbor |          |            |                 |       |                                                              |
| Naučná stezka Člověče, zastav se …          | |          |            |                 |       |                                                              |
| Naučná stezka Čertův mlýn                   | |          |            |                 |       |                                                              |
| Naučná stezka Františka Palackého           | Nový Jičín, Kojetín, Hostašovice | 1996     | 11,5       | 21              |       |                                                              |
| Naučná stezka Frenštát pod Radhoštěm        | Frenštát pod Radhoštěm |          |            |                 |       |                                                              |
| Naučná stezka Hubleska                      | Bílov, Bílovec | 2021     | 5          | 6               |       |                                                              |
| Naučná stezka K Flascharovu dolu            | Odry |          |            |                 |       |                                                              |
| Naučná stezka Kotvice                       | Nová Horka | 1983     | 4          | 9               |       | Jiný název: Naučná stezka Kotvice – putování krajinou proměn |
| Naučná stezka Kotvice (stará verze)         | |          |            |                 |       |                                                              |
| Naučná stezka Krajinou povodní              | Suchdol nad Odrou, Bernartice nad Odrou, Jeseník nad Odrou | 2014     | 5          | 8 (uváděno i 9) |       |                                                              |
| Naučná stezka Objevování a záchrana přírody | |          |            |                 |       |                                                              |
| Naučná stezka okolo obce Závišice           | |          |            |                 |       |                                                              |
| Naučná stezka Okolo Poodří                  | okres Nový Jičín, okres Ostrava-město | 1999     | 40         | 8               |       | Jiný název: Cyklostezka Okolo Poodří                         |
| Naučná stezka Proskovice                    | Okres Nový Jičín, okres Ostrava-město |          | 9          | 12              |       |                                                              |
| Naučná stezka Pustevenská ZOO               | Trojanovice a Prostřední Bečva (okres Vsetín) |          |            |                 |       |                                                              |
| Naučná stezka Radegast                      | Trojanovice a Prostřední Bečva (okres Vsetín), Dolní Bečva (okres Vsetín) |          |            |                 |       |                                                              |
| Naučná stezka Radhošťská ovčí dálnice       | Trojanovice a Prostřední Bečva (okres Vsetín), Dolní Bečva (okres Vsetín) |          |            |                 |       |                                                              |
| Naučná stezka Stříbrný chodník              | Odry |          |            |                 |       |                                                              |
| Naučná stezka Údolím Jamníku                | Bílovec, Bítov, Tísek | 2021     | 4,3        | 7               |       |                                                              |
| Naučná stezka Velký Javorník                | Frenštát pod Radhoštěm, Bordovice |          |            |                 |       |                                                              |
| Naučná stezka Veřovické vrchy               | Valašské Meziříčí (okres Vsetín), Krhová (okres Vsetín), Zašová (okres Vsetín), Zubří (okres Vsetín), Rožnov pod Radhoštěm (okres Vsetín), Hodslavice, Mořkov, Veřovice, Bordovice |          |            |                 |       |                                                              |
| Naučná trasa Po stopách generála Laudona    | |          |            |                 |       |                                                              |
| Novojičínská kopretina                      | Nový Jičín, Šenov u Nového Jičína, Kunín, Suchdol nad Odrou, Bernartice nad Odrou, Starý Jičín                                                                                     | 2007?    | 80,5       |                 |       |                                                              |
| Obrázkový slovník moravskoslezského nářečí  | Jeseník nad Odrou | 2021     | 0,07       |                 |       |                                                              |
| Sluneční stezka na Bílou horu               | Štramberk, Kopřivnice | 2016     | 0,7        | 12              |       |                                                              |
| Stezka hajného                              | |          |            |                 |       |                                                              |
| Školní naučná stezka                        | Studénka | 1999     | 1,5        | 12              |       |                                                              |
| Školní naučná stezka ZŠ Mořkov              | |          |            |                 |       |                                                              |
| Zámecká naučná stezka                       | Bartošovice | 2003     | 5 až 7     | 12              |       |                                                              |